# Roser Segimon i Artells
Roser (o Rosario, segons el llibre de bateigs) Segimon i Artells (Reus, el Baix Camp, 2 d'octubre de 1870- Barcelona 1964) va ser una representant de la burgesia emergent barcelonina de començaments del segle xx. Va ser una dama reusenca esposa de Pere Milà. Encara que nascuda a Reus la seva família era originària de l'Aleixar. Es va casar el 1892 amb Josep Guardiola, un "indiano" que havia fet fortuna a Amèrica i va tornar al seu poble, l'Aleixar; ell tenia 60 anys i ella 22. Van anar a viure a París on Josep Guardiola va morir el 1901. Roser va anar a passar una temporada a Vichy i allà hi va conèixer Pere Milà i Camps amb qui es va casar, comprant per viure un xalet a l'Eixample de Barcelona a la vora del Passeig de Gràcia cantonada amb el carrer de Provença. Pere Milà admirava Antoni Gaudí que era reusenc com la seva dona i aquesta el coneixia de la seva joventut, i van decidir enderrocar el xalet i fer una casa sota direcció de Gaudí; aquesta fou la Casa Milà, universalment coneguda com a La Pedrera. Roser i Pere van tenir problemes amb Gaudi i van acabar al jutjat però l'arquitecte va guanyar el plet. A la mort de Pere Milà, Roser va continuar vivint a la casa fins a la seva mort.

## Biografia
Era filla de Domènec Segimon Freixa, un comerciant de Reus i de Magdalena Artells Àvila, i cosina germana de Domènec Segimon Artells. Va estar casada en primeres núpcies amb un acabalat indià de l'Aleixar, Josep Guardiola i Grau (1831-1901), de qui va heretar una important fortuna. Posteriorment es va casar amb el barceloní Pere Milà i Camps (Barcelona, 1873 - 1940). El 1906 varen encarregar a Gaudí la construcció de l'anomenada casa Milà, més coneguda com la Pedrera. Sembla que a Barcelona es va fer popular, una frase que deia que no se sabia si en Pere Milà s'havia casat “amb la vídua Guardiola o amb la guardiola de la vídua”.
Les relacions de Roser Segimon amb Antoni Gaudí no van ser gaire bones, per diferència de criteris sobre la construcció i sobre la decoració i els acabats de la casa, fins al punt que van acabar pledejant.
Un exemple era la imatge monumental, amb què Gaudí volia encapçalar la façana, d'una marededéu del Roser, en homenatge al nom de la propietària (que havia d'esculpir l'artista Carles Mani). La imatge no es va arribar a fer ni a col·locar, si bé es manté la inscripció mariana Ave gratia M plena Dominus tecum a la part superior de la façana.
Després de la mort de l'arquitecte el 1926, Roser Segimon es va desfer de bona part dels mobles que havia dissenyat Gaudí i va fer tapar diversos elements decoratius originals, redecorant el seu habitatge en estil Lluís XVI. A la vegada, al març del 1927 Josep Bayó presenta a Roser Segimon la reforma del pis principal. Les feines encarregades consistien a enderrocar 532,50 m² de cels rasos i fer obra nova dissenyada pel decorador Modest Castañé i Lloret. Les estances afectades van ser: la sala de festes, el hall i el vestíbul –amb els corresponents altells–, el despatx i el saló, la sala menjador, el dormitori i el corredor; alhora, també es va treure el parquet i les persianes i es van substituir 20 portes i finestres. El cost total de l'obra va ser de 19.481,25 ptes.: 4.458,85 ptes. dels enderrocs i 15.022,35 ptes. de l'obra nova.
La proclamació de la República va ser un cop dur per a Pere Milà, que era monàrquic conservador. Va continuar administrant la fortuna de la seva dona, que, en definitiva, era de Josep Guardiola, al qual anomenava «el meu antecessor». El 19 de juliol de 1936 el matrimoni era a Blanes passant l'estiu, i en tenir notícia de la revolta militar van anar a Barcelona. Roser Segimon es va refugiar al pis d'uns cosins i Pere Milà va marxar a l'estranger, des d'on va passar a la zona franquista. El cònsol de França va ajudar a Roser Segimon a fer el mateix un temps després. El Partit Socialista Unificat de Catalunya va requisar la Pedrera durant la guerra civil, i hi va situar la secretaria general del partit i la residència de Joan Comorera, secretari general i conseller d'Economia de la Generalitat. El soterrani de la casa es va convertir en un refugi antiaeri. Amb l'entrada de les tropes franquistes a Barcelona, el matrimoni va recuperar la casa. Pere Milà va morir el 1940 i la viuda va seguir habitant el pis principal i va posar en lloguer els altres pisos durant set anys, moment en què va vendre l'edifici, excepte el pis que habitava. Quan la Pedrera va ser adquirida per la Caixa de Catalunya els elements amagats per la propietària, van tornar a veure la llum uns pocs anys més tard.
Roser Segimon va morir el 1964 i va ser enterrada a l'Aleixar al panteó del seu primer marit, l'indià que l'havia fet feliç.
L'Ajuntament de Reus l'ha recordat tot donant el seu nom a un carrer.